# 23-й окремий стрілецький батальйон (Україна)
23-й окремий стрілецький батальйон (23 ОСБ) — військовий підрозділ Сухопутних військ Збройних Сил України.

## Історія
У 2015 році для оборони Києва був створений 23-й окремий стрілецький батальйон.
Вранці 24 лютого 2022 року, після російського нападу та оголошення воєнного стану, до лав батальйону стали добровольці.
На серпень 2023 року батальйон воював на Донеччині у складі 63 ОМБр.
З вересня 2024 року батальйон виконує бойові завдання на Харківщині у складі 116 ОМБр. 
З початком 2025 року батальйон був переміщений на Запорізький напрямок в складі 118 ОМБр. 

## Командування
- полковник Олександр Демчук з лютого 2022 до жовтня 2023
- підполковник Дмитро Августінович з листопада 2023

## Символіка
На емблемі батальйону в блакитному полі перехрещено дві золоті рушниці, під якими зображено стилізовані київські Золоті ворота.
Почесний стяг 23 батальйону прикрашає зображення Золотих воріт із дещо іншою іконографією. На іншому боці стяга покладено в зірку дві золоті рушниці та ядро з полум'ям.

## Відомі особистості у складі батальйону
- Старший лейтенант Сергій Горбатюк — колишній заступник начальника Головного слідчого управління — начальник управління спеціальних розслідувань Генеральної прокуратури України; очолював розслідування злочинів під час Революції Гідності.
- Капітан Дмитро Лукашов — доктор біологічних наук, професор Київського національного університету імені Тараса Шевченка, завідувач кафедри екології та охорони навколишнього середовища.
- Старший лейтенант Олесь Федорук — доктор філологічних наук, завідувач відділу рукописних фондів і текстології Інституту літератури ім. Т. Г. Шевченка НАН України, керівник Центру дослідження життя і творчості Пантелеймона Куліша.[4]
- Молодший сержант Віталій Калініченко — засновник і лідер рок-гурту «Веремій».

### Відео
- Estão em curso operações de desminagem em zonas que estiveram sob ocupação russa // RTP Notícias, 2 квітня 2022
- «Os russos sofreram graves perdas de homens aqui». Um comandante ucraniano mostra a floresta de onde o exército russo disparou sobre Irpin // Expresso50, 12 квітня 2022
- Аеророзвідка коригує вогонь артилерії // Військове телебачення України, 26 вересня 2022
- Як живуть українські захисники на фронті // Військове телебачення України, 3 жовтня 2022
- Як українські військові готуються до зими // Військове телебачення України, 30 листопада 2022
- І так щотижня. Працюємо далі! // Тверезий погляд, 19 березня 2023
- Найгарячіша точка фронту! Дрони MAVIC, StarLink, вантажівки DAF — Порошенко з волонтерами передали ЗСУ // 5 канал, 19 березня 2023
- Wojna w okopach. 700 metrów od RUS // Міхал Тжеснєвський, 20 травня 2023
- «На папері був з 2015 року, а запрацював при воєнному стані». Командир про понад рік роботи 23 ОСБ // Суспільне Чернівці, 5 червня 2023
- За що і як воюють хранителі скарбів Пан. Куліша? Східний фронт // Євразія Медіа, 8 серпня 2023
- FPV-дрони, доктор Федорук і 23 ОСБ ЗСУ: понад 150 цінних лотів на волонтерський Аукціон // Євразія Медіа, 2 жовтня 2023